# VBC Galina
VBC Galina är en volleybollklubb från Schaan, Liechtenstein. Klubben grundades 1974 och spelar i Schweiz seriesystem. Där har de som bäst spelat i högsta serien (både på dam- och herrsidan). Damlaget spelade i CEV Challenge Cup 2017–2018. Klubben är Liechtensteins största volleybollklubb och står för en stor del av dess landslagsspelare.